# Dialekty języka słowackiego
Dialekty języka słowackiego – zróżnicowane odmiany języka słowackiego, języka z zachodniej gałęzi języków słowiańskich. Wraz ze słowackim językiem literackim tworzą całokształt słowackiego języka narodowego.
Słowacki obszar językowy obejmuje cztery podstawowe zespoły gwarowe:
- dialekt morawsko-słowacki
- dialekt zachodniosłowacki
- dialekt środkowosłowacki
- dialekt wschodniosłowacki.

Dialekty słowackie cechuje znaczne zróżnicowanie wewnętrzne, szczególnie widoczne na terenach górskich, gdzie na stosunkowo niewielkiej przestrzeni występuje wysoki stopień różnorodności językowej. Słowacki język literacki najbardziej przypomina gwary środkowosłowackie.